# Pallars Sobirà
El Pallars Sobirà és una comarca catalana, situada al nord-oest del país. Forma part de la vegueria de l'Alt Pirineu i la seua capital i municipi més poblat és Sort.
La comarca limita al nord amb França (regió d'Occitània), al nord-est amb Andorra (parròquies de Sant Julià de Lòria, Andorra la Vella i la Massana), al sud-est amb l'Alt Urgell, al sud i sud-oest amb el Pallars Jussà, a l'oest amb l'Alta Ribagorça i al nord-oest amb la Vall d'Aran. A l'edat mitjana el comtat de Pallars Sobirà incloïa també la Vall Fosca, que actualment forma part del Pallars Jussà.
El seu relleu està vertebrat per la Noguera Pallaresa i els seus afluents, que el drenen de nord a sud fins al Congost de Collegats, que travessa la serra de Boumort al límit de la comarca amb el Pallars Jussà. Al nord-est hi ha el cim més elevat de Catalunya, la Pica d'Estats, de 3.143 msnm. La major part del seu territori està protegit, especialment en el Parc Nacional d'Aigüestortes i Estany de Sant Maurici i el Parc Natural de l'Alt Pirineu.

## Geografia

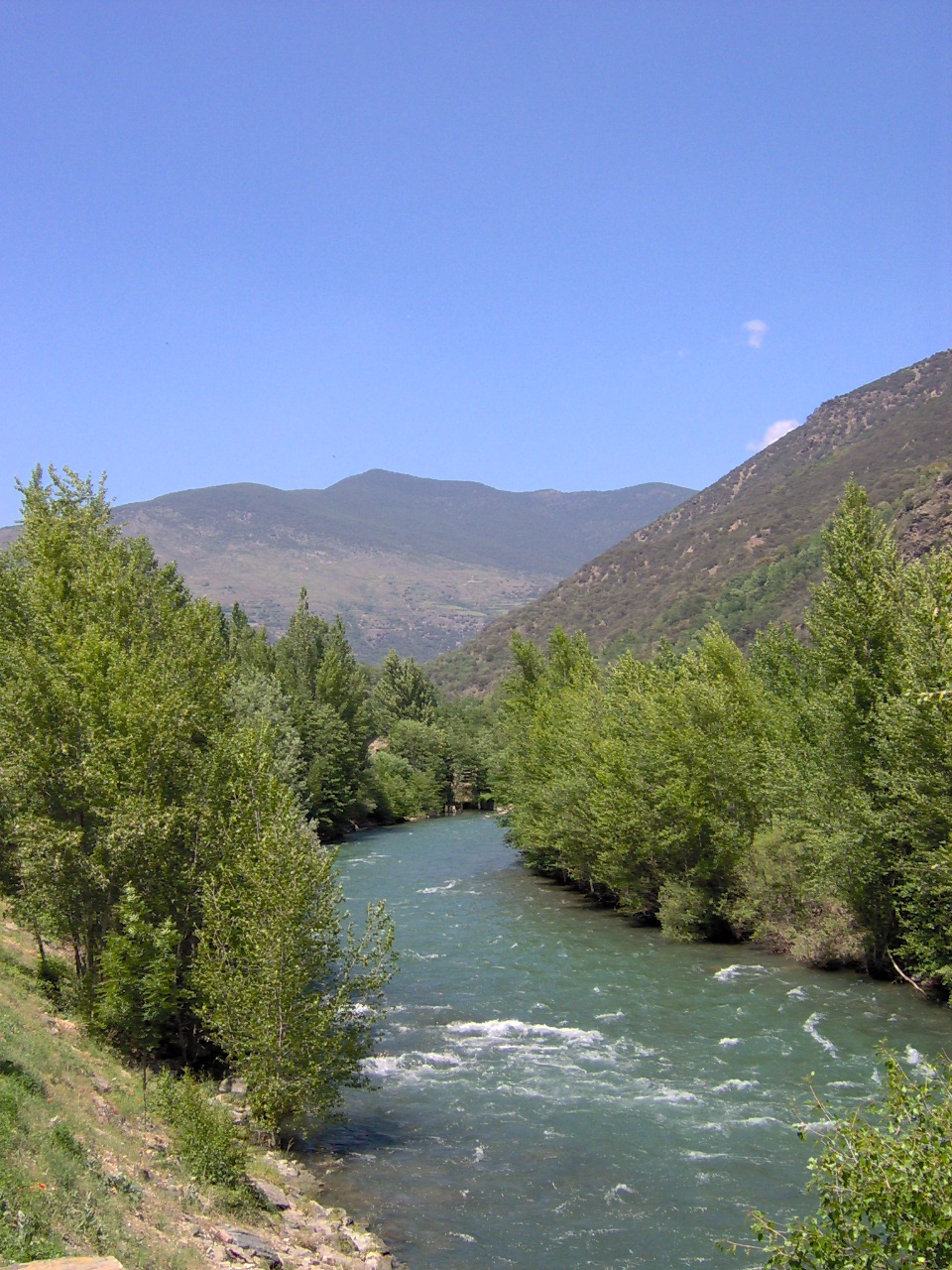
La Noguera Pallaresa.

El Pallars és una comarca plenament pirinenca, potser la més pirinenca de totes. Comprèn gairebé tota la capçalera de la Noguera Pallaresa, fins al Congost de Collegats. Al nord, on fa frontera amb França, hi ha els cims més elevats de Catalunya, entre ells la Pica d'Estats, que en ser el més alt, en són molts els que l'han volgut coronar.
El Pallars Sobirà ha estat tradicionalment una comarca aïllada de la resta. Les modernes comunicacions no hi arribaren fins ben entrat el segle xx. Encara ara és una comarca de difícil accés. Seguint la vall de la Noguera Pallaresa, el recorregut és llarg, i cal passar nombrosos colls estrets. La carretera actual fa força revolts. Fora de l'eix de la Noguera, que continua cap a la Val d'Aran pel Port de la Bonaigua, només hi ha algunes carreteres, que comuniquen el Pallars Sobirà amb l'Alt Urgell, però són estretes i amb molts revolts, ja que han de salvar forts desnivells.
El fort desnivell i l'altitud han fet que les aigües i el gel hi modelessin un relleu abrupte, amb llargs vessants molt inclinats i plens de roquissers i tarteres. El clima és d'alta muntanya en bona part de la comarca, i els hiverns són llargs i freds.

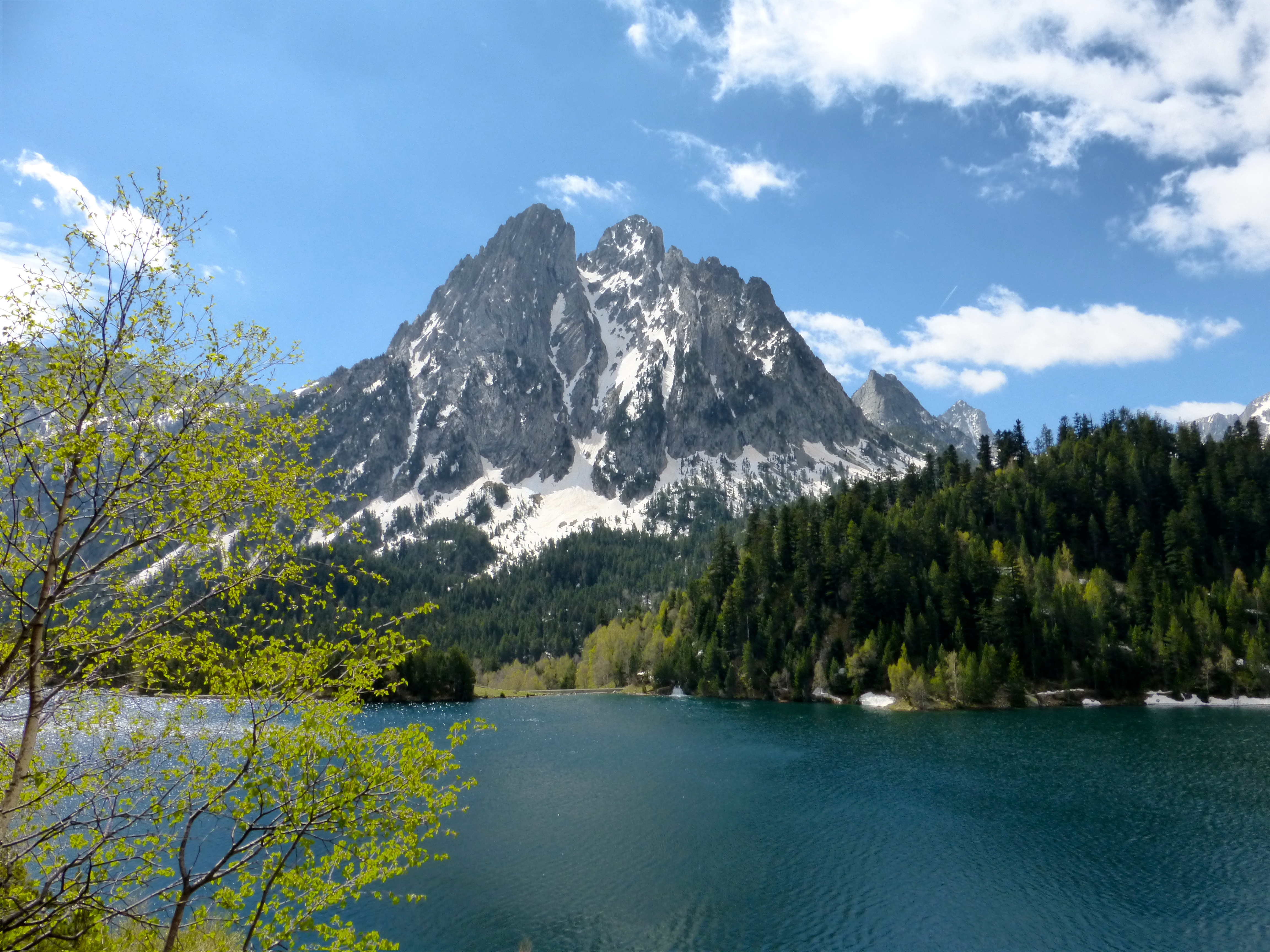
L'estany de Sant Maurici amb els Encantats al darrere.

Tot plegat ha limitat l'ocupació i l'activitat humana, i la població hi ha estat sempre escassa. Es registra un màxim demogràfic el 1860 amb 20.000 habitants, població que es pot considerar força elevada tenint en compte les condicions naturals de la comarca (relleu i clima). Però a partir d'aquesta data el despoblament és constant. El padró de 1986 registra una població de 5.464 habitants, gairebé la quarta part de la que hi havia 130 anys abans.
La base econòmica ha estat l'aprofitament i explotació dels recursos naturals: agricultura, ramaderia i l'aprofitament del bosc (silvicultura). Però aquestes activitats tradicionals han minvat molt els darrers anys. La superfície agrícola actual és dedicada bàsicament a prats i farratges per al bestiar boví, destinat sobretot a la producció de llet. La ramaderia ovina ha perdut importància, com també l'equina.
L'economia actual gira, a més de la ramaderia i la silvicultura, entorn de la producció elèctrica i del turisme, que en el Pallars Sobirà sembla tenir un futur esperançador, ja que el paisatge és ric i variat, i cada vegada més apreciat per la població que viu a les ciutats.

### Relleu

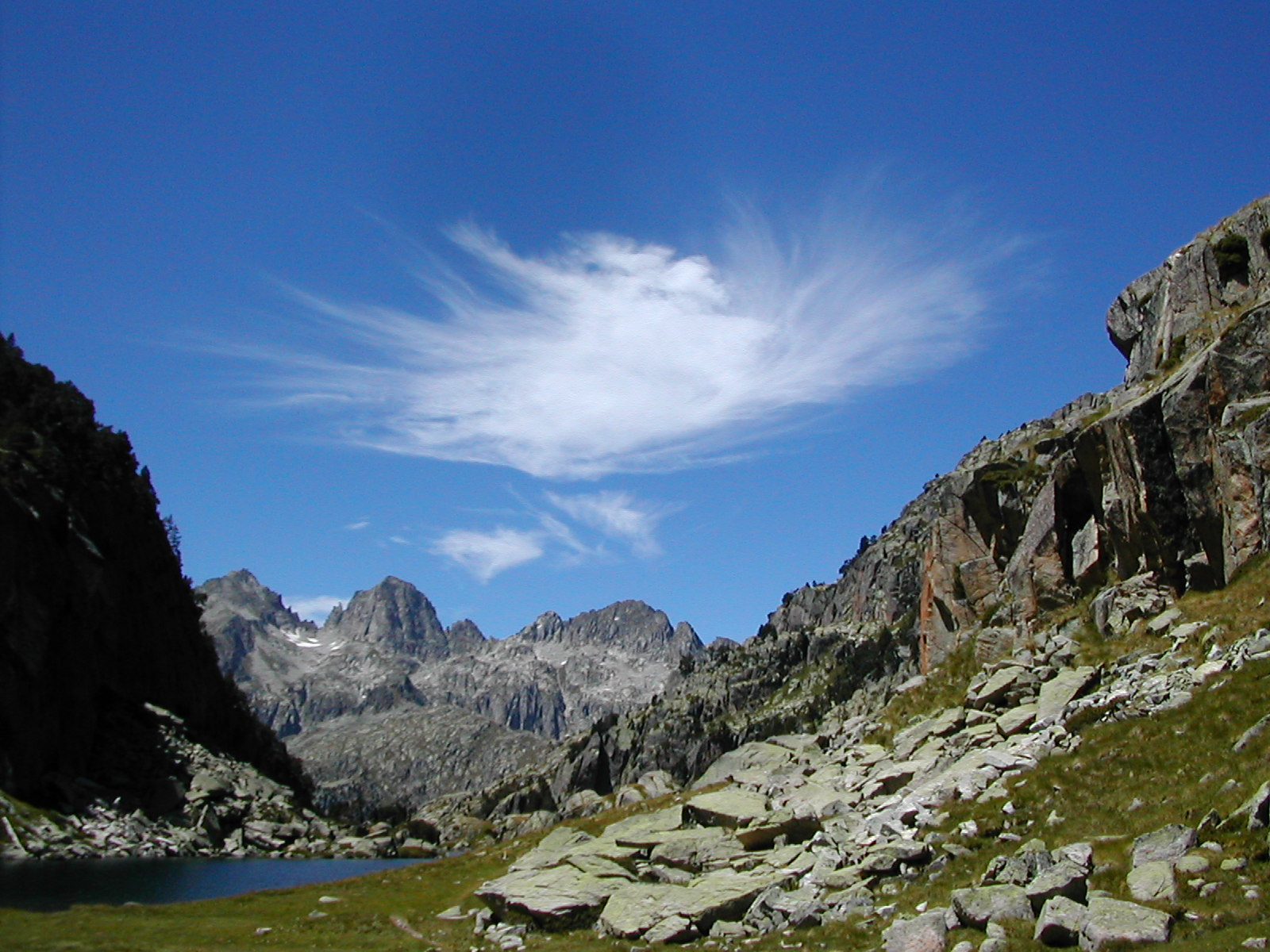
La Vall de Colieto reflecteix la duresa de la part alta del Pallars Sobirà

El Pallars Sobirà cau al bell mig del Pirineu, allà on el relleu és més accidentat i elevat. Vist des d'un avió enlairat, la comarca apareix com una gran vall allargada de nord a sud, que constitueix la capçalera de la Noguera Pallaresa. La meitat nord és més ampla, a causa de la formació de tres grans valls: la vall d'Àneu, recorreguda pel riu principal (la Noguera Pallaresa), la vall de Cardós, amb la Noguera de Cardós, i la Vall Ferrera, amb la Noguera de Vallferrera. Les muntanyes que l'envolten també són més elevades.
Des del punt de vista de la geologia, el Pallars Sobirà és inclòs dins del Pirineu axial, excepte l'extrem sud, que pertany al Prepirineu. És el sector del Pirineu axial on s'assoleixen les cotes més elevades. El sector prepirinenc té menys altitud, però el relleu és més abrupte.

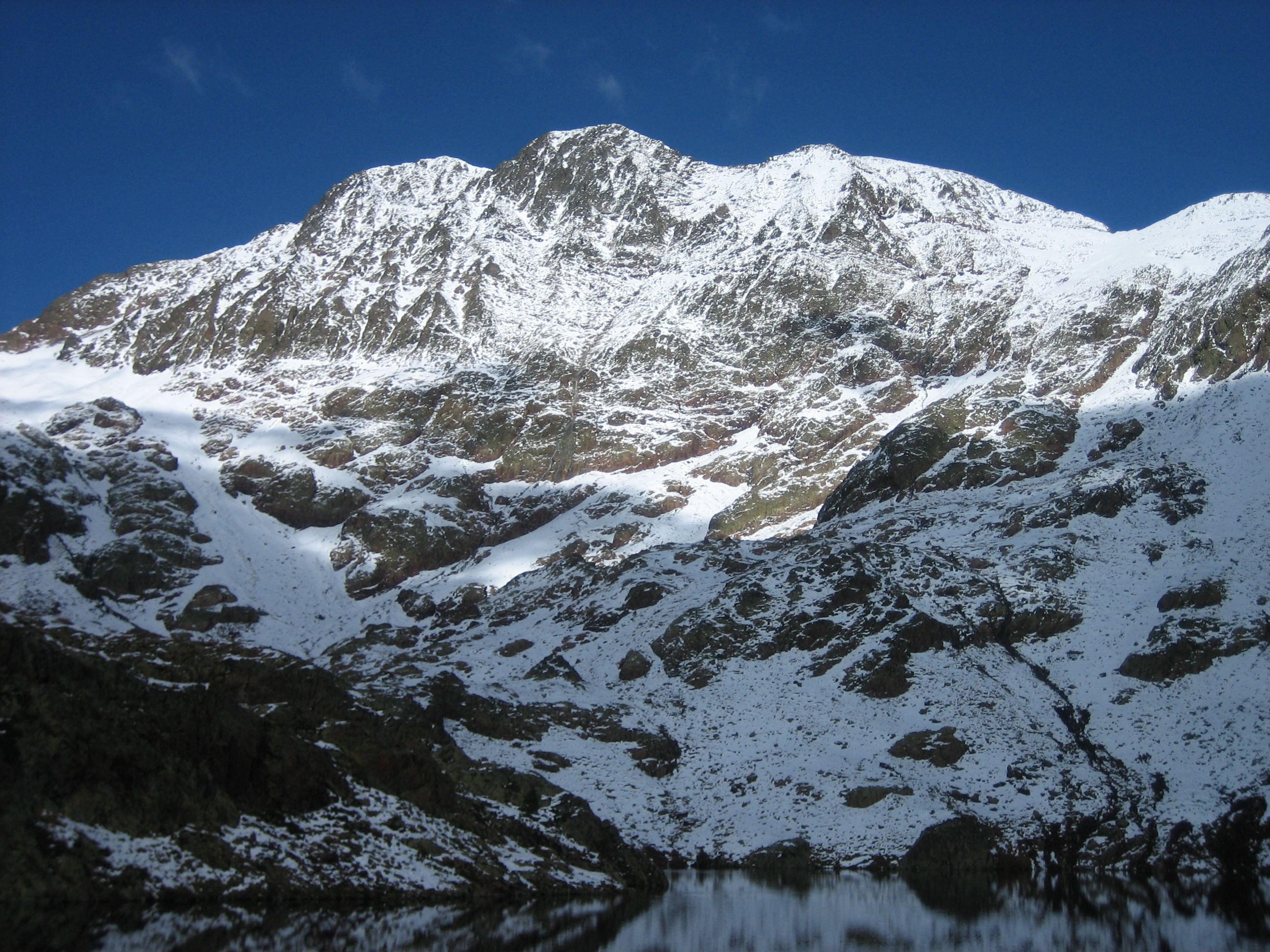
La Pica d'Estats (3.143 m), la muntanya més alta de Catalunya.

Al sector del Pirineu axial el rocam és molt enlairat i dur. Les valls hi són molt encaixades, de manera que entre els cims i el llit dels rius hi ha un desnivell entre 1.500 i 2.000 metres. Això ha fet que els vessants siguin molt inclinats, amb relleu molt abrupte. Els espadats i les tarteres hi són freqüents.
El rocam és dur, constituït sobretot per llicorelles. Hi ha sectors granítics, com a la capçalera de la vall d'Espot i de la vall de Cardós. Allà on hi ha granit, les carenes i crestes són més agudes, com a la regió dels Encantats.
Gairebé tots els límits del Pallars Sobirà es troben en carenes i cims elevats. Els més destacats són els que hi ha entre la vall de Cardós i la Vall Ferrera: la Pica d'Estats, amb 3.143 m és la cota màxima de Catalunya. Vora seu hi ha d'altres pics que superen els 3.000 metres: Pic Verdaguer amb 3.128 m i Pic de Sotllo amb 3.084 m.

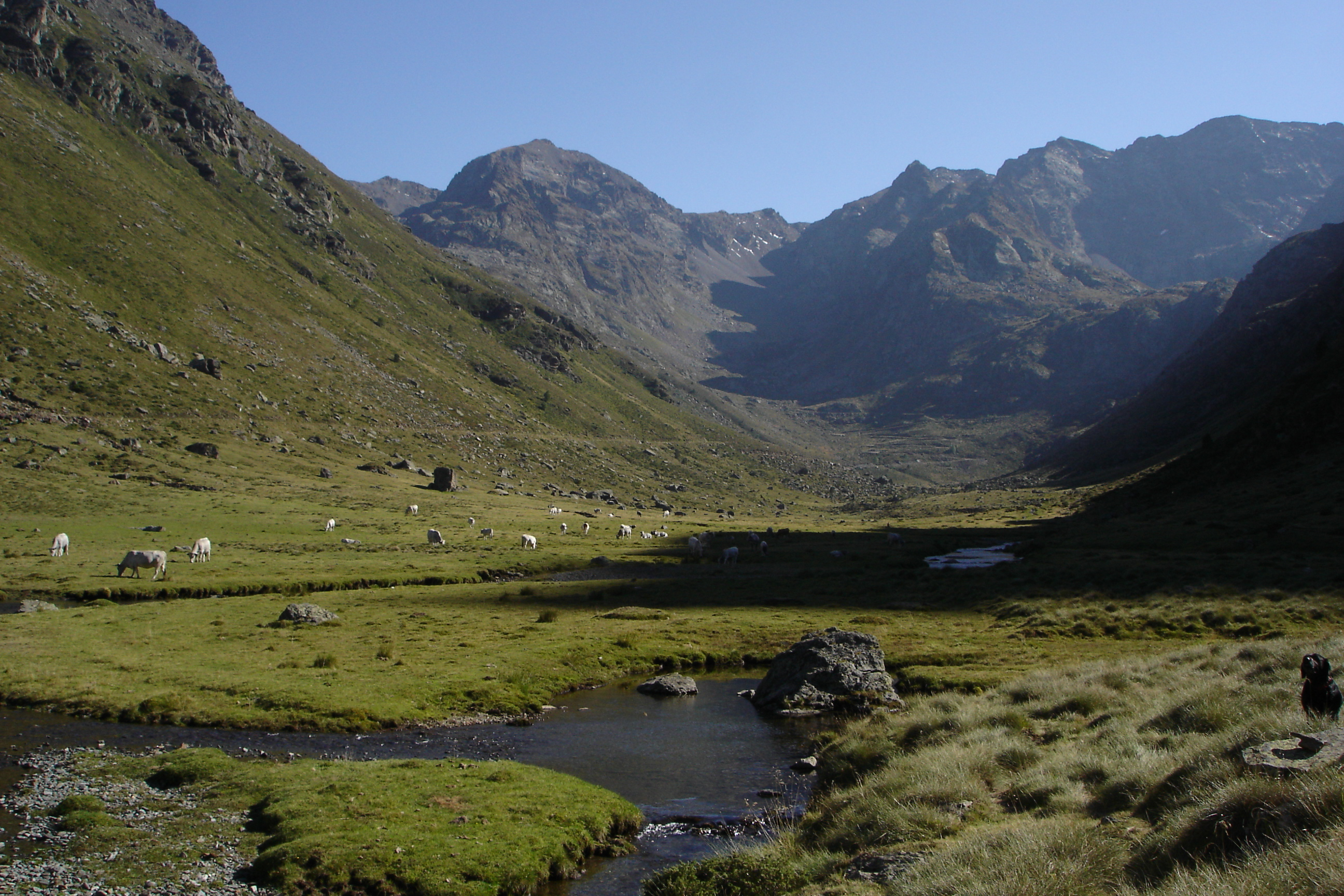
El pic de Medacorba i el coll de Bareites.

Són nombrosos els cims que superen els 2.900 metres en el límit amb França o Andorra (el Pic de Baiau, amb 2.961 m, el Pic de Medacorba, amb 2.907 m), amb l'Alta Ribagorça o la Vall d'Aran (el Gran Tuc de Colomèrs, amb 2.931 m) o amb el Pallars Jussà (el Pic de Peguera, amb 2.982 m, el Pic de Subenuix, amb 2.950 m, el Pic o Tuc de Saburó, amb 2.905,7 m), etc. - la llista podria ser molt llarga. Els cims citats només en són una mostra, de les muntanyes elevades del Pallars Sobirà.

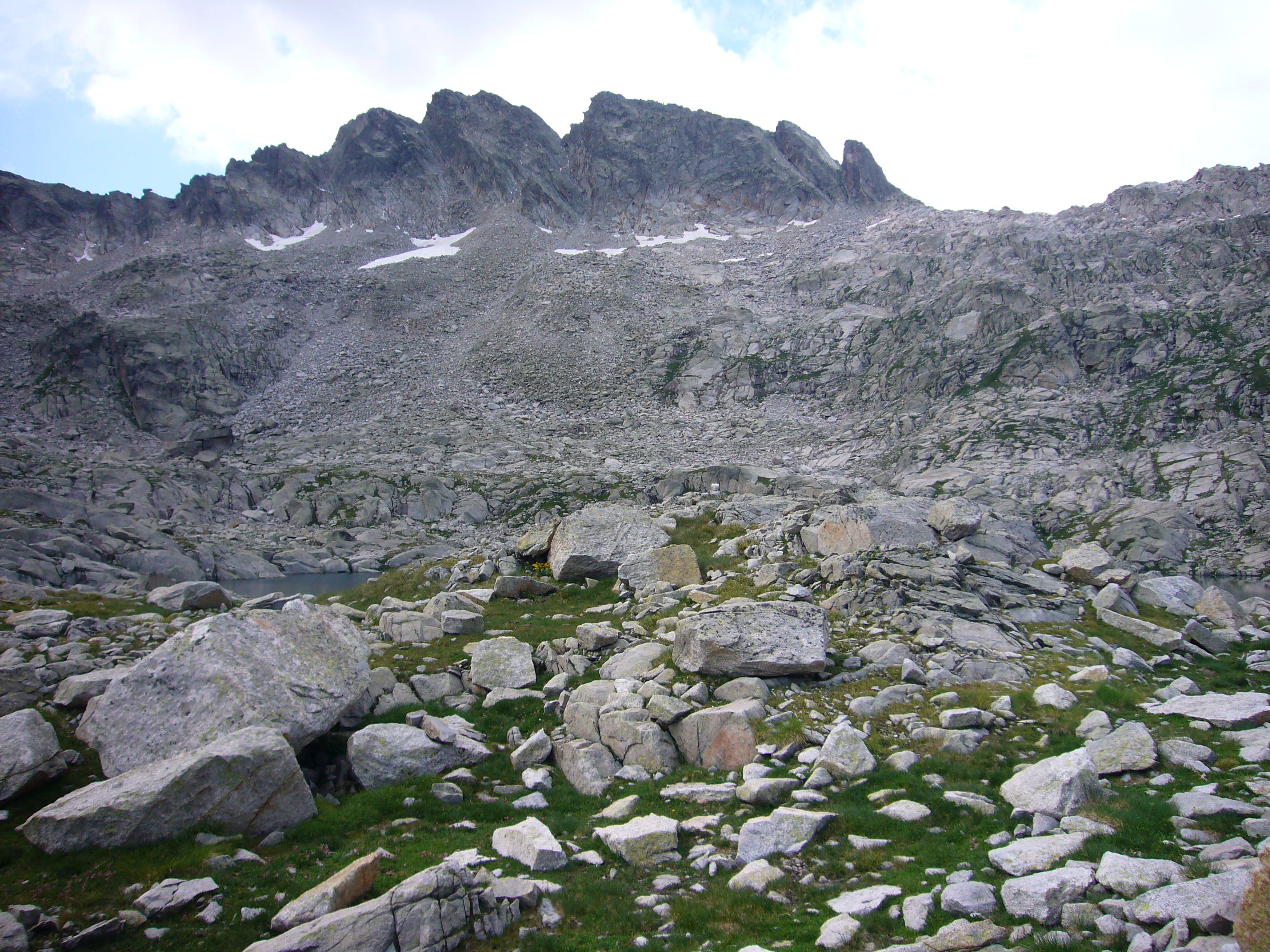
El Gran Tuc de Colomèrs.

Sobre aquest relleu enlairat les geleres tingueren un gran desenvolupament fa uns vint mil anys. A partir dels 2.000 metres d'altitud, hi predominaven les superfícies amb neus perpètues, que amb el temps anaren acumulant-se fins a formar llengües de gel, o geleres. L'acumulació del gel arribà a ser de 200 a 400 metres de gruix en els circs glacials i en les valls principals. El moviment del gel desgastà profundament alguns sectors, excavant sots profunds. Aquests grans i profunds clots corresponen als estanys actuals, ja que quan el gel desaparegué, foren ocupats per l'aigua.

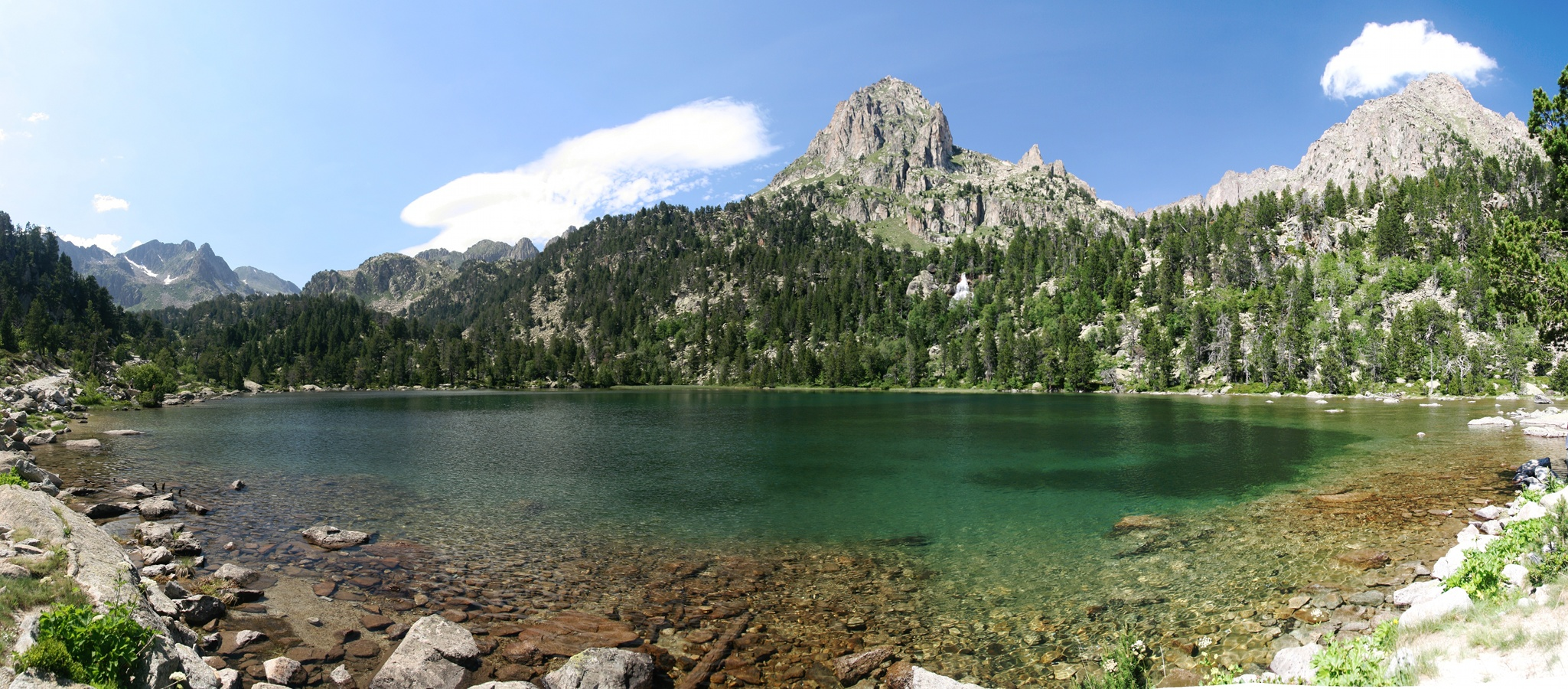
L'estany de Ratera, situada al Parc Nacional d'Aigüestortes i Estany de Sant Maurici.

Ara trobem molts estanys als vessants superiors del Pallars Sobirà, però n'hi havia més fa uns milers d'anys. Els menys profunds, o els situats en un curs d'aigua, han estat reblerts fàcilment pels materials provinents dels vessants veïns, o arrossegats pels cursos d'aigua. Molts aiguamolls o molleres actuals corresponen a antics estanys.
Hi ha estanys molt profunds, com el de Certascan, situat a 2.234 metres a la capçalera de la vall de Cardós, amb 104 metres de fondària per només 1.326 metres de llargada. D'altres són estanys petits i poc profunds, d'uns pocs metres de fondària.
Les geleres formaren grans llengües de glaç que descendiren per les valls preexistents, fins a cotes inferiors, entorn dels 1.000 metres d'altitud en el moment de recorregut màxim, fins que la calor les fonia. Aquestes geleres modelaren valls en forma d'U. Són les comes de la part alta de la comarca. La llengua més llarga és la que es formà a l'actual vall de la Noguera Pallaresa, i tingué un recorregut d'uns 52 quilòmetres, fins a prop de Llavorsí.

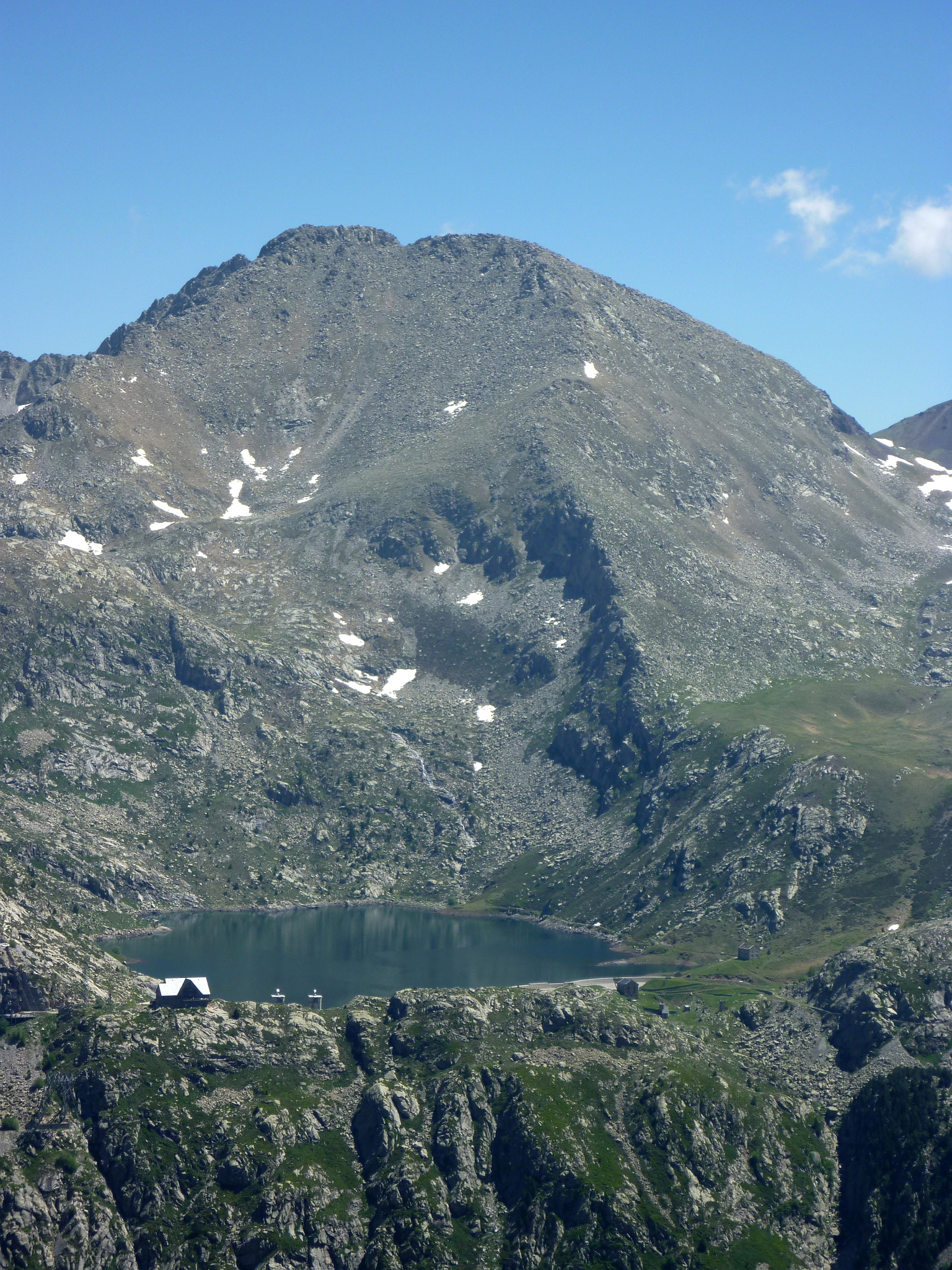
La Pala Pedregosa de Llessui, que limita amb el Pallars Jussà.

Les geleres de vall també formaren estanys. Això passà quan la gelera es trobava en un pas estret o un rocam que li costava més de desgastar. En veure's obligada a ascendir, la gelera formà una forta excavació just abans del pas estret o rocam dur. Quan la gelera es va fondre, deixà un clot allargassat seguint la direcció de la vall. S'hi formà un estany llarg i poc profund, que en molts casos ha estat reblert de sediments, per ser el lloc de pas d'un riu.
Aquest és l'origen de la plana que hi ha al fons de la vall d'Àneu. És una plana que sorprèn al mig de muntanyes elevades i vessant abruptes. La plana correspon exactament al sector ocupat per un estany, al fons del qual es dipositaren els materials arrossegats per la Noguera Pallaresa.
Al sud de la plana del Pirineu axial el relleu canvia bruscament, a causa de la presència de materials més tous. Les muntanyes de la Torreta de l'Orri (2.437 m) i el Tuc de la Cometa (2.442 m) són com dues grans columnes d'entrada al Pirineu axial. Més al sud les altituds són menors; excepte el cim del Boumort, cap altre no supera els 2.000 metres.
Primer hi ha la franja d'argiles i gresos, que han estat més erosionats, però de seguida hi ha un rocam compacte, constituït per calcàries dures i conglomerats molt consolidats. Aquest rocam determina la formació de diverses serres que, com s'ha dit, no són tan altes com les del Pirineu axial, però el relleu hi és molt abrupte, amb cingles i valls molt estretes i engorjades. Destaquen les serres, formades per conglomerats, que tanquen la comarca pel sud, les serres de Cuberes i de Peracalç (1.480 m). El relleu d'aquestes serres és de tipus montserratí, enmig del qual la Noguera Pallaresa s'ha obert pas pel Congost de Collegats.
Al nord de la serra de Peracalç, entre les valls del Flamicell i la Noguera Pallaresa, hi ha un petit estany d'origen càrstic, com el de Banyoles, però més petit: Aquest estany és conegut amb el nom de Montcortès, i té uns 28 metres de fondària i 560 metres de llargada.

### Clima
Excepte el fons de les valls inferiors, on el clima és mediterrani continentalitzat, el conjunt del Pallars Sobirà s'inclou dins l'àrea de clima d'alta muntanya. Encara que l'altitud és el factor principal que determina el clima, cal considerar també l'orientació dels vessants, tant en relació al sol (solell i obaga) com en la procedència dels vents humits.
En general el clima és fred, amb temperatures mitjanes anuals baixes, per sota dels 10 °C gairebé arreu. Aquesta és la temperatura mitjana de Llavorsí, a 815 metres d'altitud. Però amb l'altitud les temperatures baixen bruscament, a causa del desnivell sobtat dels vessants. Per damunt dels 2.000 metres, les mitjanes se situen per sota dels 3,5 °C.
El contrast entre les diferents estacions de l'any és notable. Els estius són frescals, i els hiverns llargs i freds. Amb l'hivern es produeix sovint una inversió tèrmica, amb temperatures anormalment baixes al fons de les valls i formació de boires. Per això les mitjanes de l'hivern són menys contrastades que les d'estiu, entre els fons de vall i els vessants superiors. Les mitjanes de gener al fons és entorn dels 2 °C i a 2.000 metres de 3,5 °C. Les de juliol són de 19 °C i 12 °C respectivament.
Les precipitacions també varien segons l'altitud. Al fons de la vall principal es registra un fenomen d'ombra pluviomètrica. En el cas del Pallars Sobirà, l'expressió és ben significativa, com si les altes muntanyes que la voregen fessin ombra a la formació de pluges a les parts baixes. A Llavorsí, per exemple, la mitjana anual és de 673 mm, la meitat de la precipitació que es recull en un any a l'estany de Sant Maurici.
No es pot fer una relació directa entre les precipitacions i l'altitud, ja que cal tenir present per on entren amb més freqüència els vents humits i que provoquen pluges o nevades. Al vessants del nord-oest, que donen a la Vall d'Aran, hi cau més precipitació, perquè estan més exposats als vents humits procedents de l'Atlàntic.
L'estació menys plujosa és l'hivern en tota la comarca, moment en què les precipitacions solen ser en forma de neu, amb més intensitat a mesura que augmenta l'altitud. A la resta de l'any no hi ha gaires diferències. No hi ha el mínim d'estiu, característic de les terres de clima mediterrani, a causa de la freqüència de les tempestes, que s'originen moltes tardes.
A continuació els mostrem dues taules climàtiques de dos indrets del Pallars Sobirà; Llavorsí (811 m) i el port de la Bonaigua (2.266 m), en què es pot comparar el clima mediterrani continentalitzat de les valls amb el clima d'Alta muntanya de les zones més elevades. Les taules mostren les temperatures absolutes i mitjanes, la precipitació mitjana, els dies de precipitació i els dies de glaçada. La del port de la Bonaigua mostra, a més, la neu mitjana, la humitat relativa mitjana i les hores de sol.
| Dades climàtiques a Llavorsí (811 m)            | Dades climàtiques a Llavorsí (811 m) | Dades climàtiques a Llavorsí (811 m) | Dades climàtiques a Llavorsí (811 m) | Dades climàtiques a Llavorsí (811 m) | Dades climàtiques a Llavorsí (811 m) | Dades climàtiques a Llavorsí (811 m) | Dades climàtiques a Llavorsí (811 m) | Dades climàtiques a Llavorsí (811 m) | Dades climàtiques a Llavorsí (811 m) | Dades climàtiques a Llavorsí (811 m) | Dades climàtiques a Llavorsí (811 m) | Dades climàtiques a Llavorsí (811 m) | Dades climàtiques a Llavorsí (811 m) |
| Mes                                             | gen                                  | febr                                 | març                                 | abr                                  | maig                                 | juny                                 | jul                                  | ag                                   | set                                  | oct                                  | nov                                  | des                                  | anual                                |
| ----------------------------------------------- | ------------------------------------ | ------------------------------------ | ------------------------------------ | ------------------------------------ | ------------------------------------ | ------------------------------------ | ------------------------------------ | ------------------------------------ | ------------------------------------ | ------------------------------------ | ------------------------------------ | ------------------------------------ | ------------------------------------ |
| Màxima rècord °C (°F)                           | 22.0 (71.6)                          | 22.0 (71.6)                          | 27.0 (80.6)                          | 28.0 (82.4)                          | 32.0 (89.6)                          | 38.0 (100.4)                         | 39.0 (102.2)                         | 39.0 (102.2)                         | 38.0 (100.4)                         | 29.0 (84.2)                          | 25.0 (77)                            | 20.0 (68)                            | 39.0 (102.2)                         |
| Màxima mitjana °C (°F)                          | 8.6 (47.5)                           | 10.6 (51.1)                          | 13.4 (56.1)                          | 15.2 (59.4)                          | 19.7 (67.5)                          | 24.1 (75.4)                          | 28.5 (83.3)                          | 27.5 (81.5)                          | 24.2 (75.6)                          | 18.9 (66)                            | 12.8 (55)                            | 8.8 (47.8)                           | 17.7 (63.9)                          |
| Mitjana diària °C (°F)                          | 2.7 (36.9)                           | 4.1 (39.4)                           | 6.4 (43.5)                           | 8.7 (47.7)                           | 12.4 (54.3)                          | 16.2 (61.2)                          | 19.6 (67.3)                          | 19.1 (66.4)                          | 16.2 (61.2)                          | 11.5 (52.7)                          | 6.4 (43.5)                           | 3.0 (37.4)                           | 10.5 (50.9)                          |
| Mínima mitjana °C (°F)                          | −3.3 (26.1)                          | −2.3 (27.9)                          | −0.6 (30.9)                          | 2.2 (36)                             | 5.2 (41.4)                           | 8.3 (46.9)                           | 10.8 (51.4)                          | 10.7 (51.3)                          | 8.1 (46.6)                           | 4.2 (39.6)                           | 0.0 (32)                             | −2.8 (27)                            | 3.4 (38.1)                           |
| Mínima rècord °C (°F)                           | −15.0 (5)                            | −14.0 (6.8)                          | −11.0 (12.2)                         | −6.0 (21.2)                          | −3.0 (26.6)                          | 0.0 (32)                             | 4.0 (39.2)                           | 3.0 (37.4)                           | −2.0 (28.4)                          | −3.0 (26.6)                          | −10.0 (14)                           | −15.0 (5)                            | −15.0 (5)                            |
| Precipitació mitjana mm (polzades)              | 45.9 (1.807)                         | 38.7 (1.524)                         | 37.1 (1.461)                         | 64.7 (2.547)                         | 70.8 (2.787)                         | 71.7 (2.823)                         | 63.2 (2.488)                         | 65.7 (2.587)                         | 52.4 (2.063)                         | 46.9 (1.846)                         | 64.4 (2.535)                         | 51.7 (2.035)                         | 673.2 (26.504)                       |
| Mitjana de dies de precipitació                 | 6.5                                  | 6.7                                  | 6.5                                  | 8.8                                  | 10.2                                 | 9.3                                  | 6.6                                  | 7.0                                  | 6.3                                  | 6.8                                  | 7.1                                  | 6.9                                  | 88.7                                 |
| Mitjana de dies de gelada                       | 27.0                                 | 22.8                                 | 20.3                                 | 9.0                                  | 1.7                                  | 0.1                                  | 0.0                                  | 0.0                                  | 0.1                                  | 4.9                                  | 17.7                                 | 26.2                                 | 129.8                                |
| Font: meteocat.cat (climatologia per comarques) |                                      |                                      |                                      |                                      |                                      |                                      |                                      |                                      |                                      |                                      |                                      |                                      |                                      |

| Dades climàtiques a Port de la Bonaigua (2.266 msnm) | Dades climàtiques a Port de la Bonaigua (2.266 msnm) | Dades climàtiques a Port de la Bonaigua (2.266 msnm) | Dades climàtiques a Port de la Bonaigua (2.266 msnm) | Dades climàtiques a Port de la Bonaigua (2.266 msnm) | Dades climàtiques a Port de la Bonaigua (2.266 msnm) | Dades climàtiques a Port de la Bonaigua (2.266 msnm) | Dades climàtiques a Port de la Bonaigua (2.266 msnm) | Dades climàtiques a Port de la Bonaigua (2.266 msnm) | Dades climàtiques a Port de la Bonaigua (2.266 msnm) | Dades climàtiques a Port de la Bonaigua (2.266 msnm) | Dades climàtiques a Port de la Bonaigua (2.266 msnm) | Dades climàtiques a Port de la Bonaigua (2.266 msnm) | Dades climàtiques a Port de la Bonaigua (2.266 msnm) |
| Mes                                                  | gen                                                  | febr                                                 | març                                                 | abr                                                  | maig                                                 | juny                                                 | jul                                                  | ag                                                   | set                                                  | oct                                                  | nov                                                  | des                                                  | anual                                                |
| ---------------------------------------------------- | ---------------------------------------------------- | ---------------------------------------------------- | ---------------------------------------------------- | ---------------------------------------------------- | ---------------------------------------------------- | ---------------------------------------------------- | ---------------------------------------------------- | ---------------------------------------------------- | ---------------------------------------------------- | ---------------------------------------------------- | ---------------------------------------------------- | ---------------------------------------------------- | ---------------------------------------------------- |
| Màxima rècord °C (°F)                                | 13.2 (55.8)                                          | 10.9 (51.6)                                          | 13.0 (55.4)                                          | 15.7 (60.3)                                          | 19.7 (67.5)                                          | 23.0 (73.4)                                          | 24.3 (75.7)                                          | 25.2 (77.4)                                          | 19.7 (67.5)                                          | 17.5 (63.5)                                          | 17.9 (64.2)                                          | 13.0 (55.4)                                          | 25.2 (77.4)                                          |
| Màxima mitjana °C (°F)                               | 0.5 (32.9)                                           | −0.6 (30.9)                                          | 2.5 (36.5)                                           | 5.7 (42.3)                                           | 8.2 (46.8)                                           | 12.6 (54.7)                                          | 15.6 (60.1)                                          | 16.0 (60.8)                                          | 11.6 (52.9)                                          | 7.8 (46)                                             | 3.0 (37.4)                                           | 1.3 (34.3)                                           | 7.0 (44.6)                                           |
| Mitjana diària °C (°F)                               | −3.3 (26.1)                                          | −4.8 (23.4)                                          | −2.2 (28)                                            | 0.8 (33.4)                                           | 3.9 (39)                                             | 8.5 (47.3)                                           | 11.6 (52.9)                                          | 11.8 (53.2)                                          | 7.6 (45.7)                                           | 4.3 (39.7)                                           | −0.3 (31.5)                                          | −2.4 (27.7)                                          | 3.0 (37.4)                                           |
| Mínima mitjana °C (°F)                               | −6.7 (19.9)                                          | −8.2 (17.2)                                          | −5.7 (21.7)                                          | −2.7 (27.1)                                          | 0.2 (32.4)                                           | 4.8 (40.6)                                           | 6.3 (43.3)                                           | 7.8 (46)                                             | 4.3 (39.7)                                           | 1.1 (34)                                             | −3.2 (26.2)                                          | −4.2 (24.4)                                          | −0.5 (31.1)                                          |
| Mínima rècord °C (°F)                                | −18.8 (−1.8)                                         | −22.0 (−7.6)                                         | −18.7 (−1.7)                                         | −12.1 (10.2)                                         | −7.6 (18.3)                                          | −4.5 (23.9)                                          | −1.4 (29.5)                                          | −1.3 (29.7)                                          | −7.7 (18.1)                                          | −12.2 (10)                                           | −15.9 (3.4)                                          | −26.0 (−14.8)                                        | −26.0 (−14.8)                                        |
| Precipitació mitjana mm (polzades)                   | 74.5 (2.933)                                         | 90.5 (3.563)                                         | 106.3 (4.185)                                        | 127.4 (5.016)                                        | 134.9 (5.311)                                        | 109.0 (4.291)                                        | 87.5 (3.445)                                         | 75.3 (2.965)                                         | 74.6 (2.937)                                         | 103.9 (4.091)                                        | 147.3 (5.799)                                        | 63.9 (2.516)                                         | 1.204,8 (47,433)                                     |
| Neu mitjana cm (polzades)                            | 154.7 (60.91)                                        | 229.9 (90.51)                                        | 261.5 (102.95)                                       | 249.7 (98.31)                                        | 186.1 (73.27)                                        | 68.4 (26.93)                                         | 6.2 (2.44)                                           | 0 (0)                                                | 2.5 (0.98)                                           | 16.0 (6.3)                                           | 50.9 (20.04)                                         | 77.9 (30.67)                                         | 1.303,7 (513,27)                                     |
| Mitjana de dies de precipitació                      | 14.4                                                 | 14.8                                                 | 15.5                                                 | 17.5                                                 | 18.2                                                 | 15.1                                                 | 9.9                                                  | 11.0                                                 | 14.1                                                 | 12.5                                                 | 16.0                                                 | 14.3                                                 | 169.9                                                |
| Mitjana de dies de gelada                            | 28.9                                                 | 27.5                                                 | 29.1                                                 | 22.9                                                 | 15.6                                                 | 4.0                                                  | 0.6                                                  | 0.5                                                  | 4.2                                                  | 10.3                                                 | 21.3                                                 | 27.9                                                 | 193.1                                                |
| Humitat relativa mitjana (%)                         | 68.6                                                 | 75.6                                                 | 73.2                                                 | 79.1                                                 | 78.4                                                 | 74.1                                                 | 61.9                                                 | 68.0                                                 | 74.6                                                 | 73.5                                                 | 74.4                                                 | 66.6                                                 | 71.2                                                 |
| Mitjana mensual d'hores de sol                       | 69                                                   | 105                                                  | 157                                                  | 172                                                  | 207                                                  | 230                                                  | 212                                                  | 213                                                  | 162                                                  | 113                                                  | 73                                                   | 57                                                   | 1.770                                                |
| Font: Servei Meteorològic de Catalunya               |                                                      |                                                      |                                                      |                                                      |                                                      |                                                      |                                                      |                                                      |                                                      |                                                      |                                                      |                                                      |                                                      |

### Vegetació
El sector comprès entre el Pallars Sobirà, la Vall d'Aran i l'Alta Ribagorça és on la vegetació d'alta muntanya es troba més ben representada, i amb més extensió. Malgrat trobar-nos en ple Pirineu, al Pallars Sobirà hi ha fragments de vegetació mediterrània. Es tracta de la vegetació que es fa espontàniament als vessants inferiors més assolellats i amb sols més primes. És constituïda per carrascars, que actualment es troben molt fragmentats.
Els carrascars només ocuparien les terres dels vessants inferiors més seques i pobres. Amb l'augment de la humitat i sobre sòls més profunds, el carrascar és substituït per boscos que d'una manera espontània ocuparien més extensió en els vessants inferiors. Actualment al costat de les rouredes trobem boscos mixtos de roures i pi roig, matollars i prats.
Amb l'altitud, la pineda de pi roig cada vegada és més abundant, fins a 1.500 metres. per damunt d'aquesta cota trobem els boscos de pi negre, que són els més característics de l'alta muntanya del Pallars Sobirà. El bosc de pi negre ocuparia una superfície molt àmplia entre 1.600 i 2.300 metres, però de fa temps ha estat força explotat i substituït per pastures i prats en molts indrets. Actualment els prats més rics per al bestiar es troben en els replans i vessants poc inclinats dins del territori propi del pi negre. El bosc ocupa sobretot els vessants més inclinats i rocosos, menys interessants per als ramats.
Dins del territori on domina el pi negre trobem boscos de caducifolis, en especial els bedolls. És conegut el bedollar del pla de Boavi, a la capçalera de la vall del riu Ladorre, a la vall de Cardós. També hi ha boscos d'avets, en especial als vessants frescals i ombrívols propers a la Vall d'Aran, com al bosc de la mata de València.
Per damunt dels 2.300 metres hi ha només els prats alpins. Ran els 3.000 metres el prat ja és molt discontinu, ja que la neu cobreix el terra gairebé tot l'any, i el fred hi és molt intens.

## Poblament
Els gràfics de l'evolució de la població ens mostren que el Pallars Sobirà és una comarca molt poc poblada, i que els darrers 150 anys ha sofert un despoblament intens. És la comarca de Catalunya amb menor densitat de població, amb només 5,6 habitants per km². Aquesta xifra tan baixa no ha d'estranyar, ja que es tracta d'una comarca que gairebé la totalitat del seu territori es troba per damunt dels 1.000 metres d'altitud, i amb uns vessants molt inclinats.
Les condicions naturals del relleu i clima no faciliten una ocupació més gran, ni tampoc ofereixen unes condicions òptimes per a la instal·lació industrial. L'explotació i l'aprofitament del territori i dels recursos naturals del Pallars Sobirà va i ha d'anar per una altra via. Cal saber explotar la riquesa paisatgística, del relleu, del clima (aigua, neu) i de la vegetació, que ja donen riquesa als habitants de la comarca, i n'han de donar més en un futur immediat. Per això el Pallars Sobirà és i serà una comarca poc poblada.

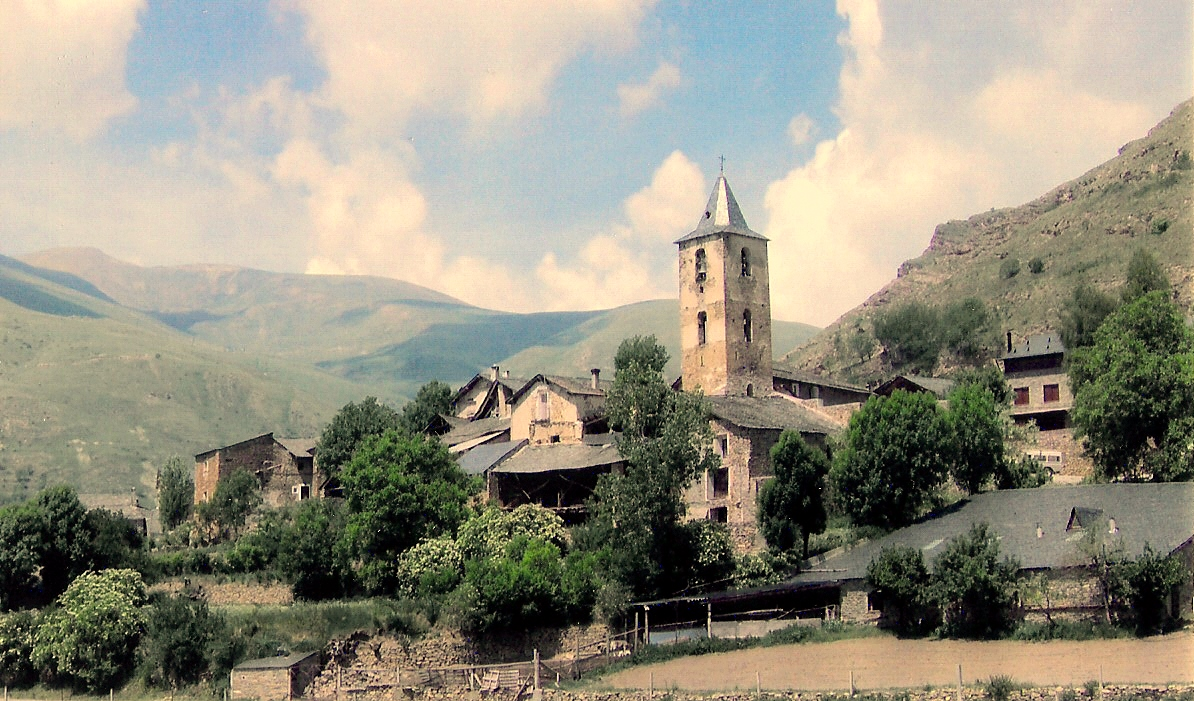
Poble de Llessui

Històricament, la població també hi ha estat escassa en relació amb les altres comarques de Catalunya. Segons les dades disponibles, la població del Pallars Sobirà el 1718 era lleugerament superior als 10.000 habitants. Com arreu de Catalunya, la població augmentà molt al llarg del segle xviii. Era un poblament molt disseminat en petits nuclis, al fons de la vall i als replans dels vessants inferiors i més assolellats. El cens de 1787 registra una població propera als 13.000 habitants. Sort, Esterri d'Àneu i Gerri de la Sal eren els municipis amb més població.
Després segueixen anys amb conflictes bèl·lics i socials, amb un estancament econòmic i demogràfic. Però a mitjan segle xix la pagesia torna a créixer, de manera que el primer cens modern, del 1857, presenta una població de 18.762 habitants (20.959 si es té en compte tot el partit judicial, que comprenia també tota la vall de Cabdella, però no incloïa Castellàs). El cens del 1860 registra el màxim demogràfic conegut del Pallars Sobirà, amb 20.112 habitants. Hi destaca Sort, que censa una població de 3.045 habitants.
L'aïllament i les condicions naturals poc favorables a un desenvolupament agrícola i ramader més gran impedeixen, però, el creixement econòmic i demogràfic. Al contrari, l'atracció de les terres de les planes interiors on augmentà el regadiu Urgell o de les àrees industrials de Barcelona, del Vallès o de les ribes del Llobregat, feu que molts pallaresos emigressin cap a aquests indrets amb més perspectives de feina. Alguns emigraren cap a Amèrica.
El resultat és un despoblament, que de bon començament ja és intens. El cens de 1877 registra només 15.322 habitants. En 17 anys el Pallars Sobirà perd una quarta part de la població. I la tendència continuà, ja que el cens de 1887 dona una població de 13.878 habitants; el de 1897. 13.631 habitants: el de 1900, 12.940 habitants; i el de 1910, 12.475 habitants.
Després segueix un període d'estancament demogràfic per al conjunt de la comarca, a causa de la realització de diverses obres, com algunes centrals hidroelèctriques i la carretera que travessa la comarca seguint el curs de la Noguera Pallaresa fins al Port de la Bonaigua. Però l'abandó dels indrets més enlairats i en condicions de vida menys favorables continua. Fins i tot l'obertura de la carretera ha estat a la llarga un element que facilita l'emigració cap a una altra comarca. El cens de 1940 registra només 10.483 habitants, població que es mantindrà amb escasses modificacions fins al 1960. A partir d'aquest moment hi ha una intensificació de l'abandó, amb una forta tendència cap a l'àrea barcelonina, fins a la darreria de la dècada de 1970. El cens de 1981 dona una població de 5.450 habitants, gairebé la mateixa que el 1986 (5.464 habitants). Més tard, s'ha produït una lleugera recuperació demogràfica. En el cens del 2011 el conjunt de la comarca, sense Castellàs, suma 7.548 habitants.
Fins i tot Sort, la capital comarcal, ha anat perdent població des de mitjan segle xix, cas molt excepcional. Cal entendre-ho en el sentit que el municipi de Sort comprèn una extensa àrea de muntanya que ha estat abandonada. La concentració de la població al fons de la vall no ha estat suficient per a compensar les pèrdues. Sort només té 2.360 habitants, xifra que correspon al 31,27% del total comarcal. Cap altre municipi no supera el miler, tot i que Esterri d'Àneu s'hi acosta, amb 924 habitants; és el segon municipi en nombre d'habitants de la comarca. Un sol municipi no arriba al centenar: Esterri de Cardós (77 habitants).
La forta emigració dels darrers anys i la baixa de natalitat va fer envellir molt la població, com a cap altra comarca. La distribució en grups d'edats mostrava aquest envelliment tan accentuat. Hi havia un predomini de població entre 50 i 70 anys. La població agrupada en grups de cinc anys el 1986 era la següent:
- de 0 a 4 anys..........211 habitants
- de 5 a 9 anys..........276 habitants
- de 10 a 14 anys......269 habitants
- de 15 a 19 anys......330 habitants
- de 20 a 24 anys......389 habitants
- de 25 a 29 anys......464 habitants
- de 30 a 34 anys......370 habitants
- de 35 a 39 anys......293 habitants
- de 40 a 44 anys......261 habitants
- de 45 a 49 anys......220 habitants
- de 50 a 54 anys......364 habitants
- de 55 a 59 anys......450 habitants
- de 60 a 64 anys......419 habitants
- de 65 a 69 anys......358 habitants
- de 70 a 74 anys......287 habitants
- de 75 a 79 anys......257 habitants
- de 80 a 84 anys......148 habitants
- de 85 i més anys......88 habitants
- no hi consta..............10 habitants

L'emigració real és molt més del que en resulta de la simple resta de la població segons els diversos censos. Cal tenir present que hi ha un creixement vegetatiu, que ha estat negatiu els darrers anys, i l'arribada de gent que ve a cercar feina, o per altres raons. El padró de 1986 dona una població de 937 habitants nascuts fora de la comarca, és a dir, el 17% de la població total. D'aquests destaquen els nascuts a les comarques barcelonines (348) i a Andalusia (213).
El creixement vegetatiu, és a dir, els naixements menys les defuncions, ha estat negatiu. Al Pallars Sobirà hi ha més defuncions que naixements. Una de les causes de la baixa natalitat és el fet que hi ha molts homes solters.
| 1497 f | 1515 f | 1553 f | 1717   | 1787   | 1857   | 1877   | 1887   | 1900   | 1910   |
| ------ | ------ | ------ | ------ | ------ | ------ | ------ | ------ | ------ | ------ |
| 827    | 888    | 983    | 10.122 | 12.163 | 18.762 | 15.322 | 13.878 | 12.990 | 12.475 |

| 1920   | 1930   | 1940   | 1950   | 1960   | 1970  | 1981  | 1990  | 1992  | 1994  |
| ------ | ------ | ------ | ------ | ------ | ----- | ----- | ----- | ----- | ----- |
| 13.634 | 12.507 | 10.483 | 10.223 | 10.240 | 7.700 | 5.247 | 5.474 | 5.495 | 5.495 |

| 1996  | 1998  | 2000  | 2002  | 2004  | 2006  | 2008  | 2010  | 2012  | 2014  |
| ----- | ----- | ----- | ----- | ----- | ----- | ----- | ----- | ----- | ----- |
| 5.815 | 5.865 | 6.050 | 6.301 | 6.666 | 7.067 | 7.446 | 7.548 | 7.457 | 7.220 |

| 2016  | 2018  | 2020 | 2022 | 2024  | 2026 | 2028 | 2030 | 2032 | 2034 |
| ----- | ----- | ---- | ---- | ----- | ---- | ---- | ---- | ---- | ---- |
| 6.986 | 6.934 | -    | -    | 7.275 | -    | -    | -    | -    | -    |

## Economia
La ramaderia i la silvicultura han estat les activitats tradicionals al Pallars Sobirà. L'agricultura ha estat sempre per a autoconsum o en relació amb el bestiar. L'activitat industrial hi és escassa, encara que tingueren importància les antigues fargues per la producció del ferro, en especial a la vall Ferrera, d'on li ve el nom. La base econòmica actual de la comarca són els serveis, molt concretament el turisme.

### Agricultura i ramaderia
Actualment hi ha molt poca agricultura, a causa de l'abandó dels nombrosos petits camps que hi havia prop dels nuclis de població. Amb l'abandó del poble o casa les terres han deixat de ser treballades. Al fons de la vall, també s'han abandonat les terres, ja que molts productes que abans s'hi collien ara són comprats a fora de la comarca. El resultat és que ara només hi ha unes 4.000 ha. de conreu, menys del 3% de la superfície total comarcal.

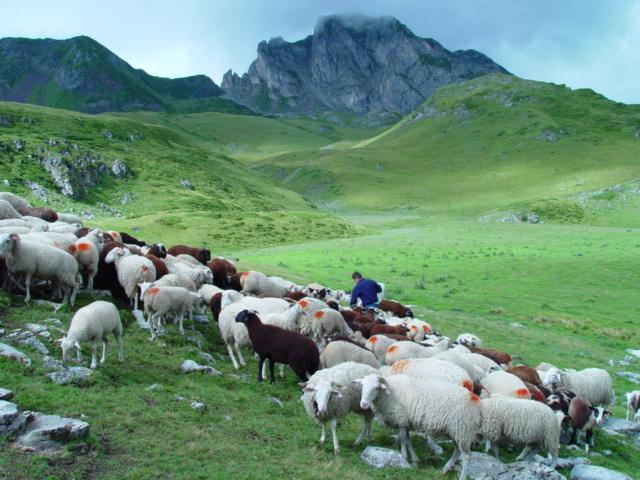
Ovins d'alta muntanya

Anys enrere es cultivava de tot, de cara el consum domèstic, ja que no era fàcil comprar productes, a causa de l'aïllament i la distància. Fins es cultivà la vinya i l'olivera. El blat se sembrà per damunt els 1.500 metres, amb produccions molt baixes. Ben poc en resta ara dels conreus de cereal (blat, ordi, civada, sègol), de patates, de mongetes, d'algunes hortalisses i pomeres. Només un total de 600 ha. d'aquests conreus, de les quals més de la meitat ja són de cereals. La resta són conreus farratges per al bestiar, en especial trepadella a les terres més primes i seques, i alfals a les més frescals.
En canvi hi ha molta superfície ocupada per prats i pastures, que en part corresponen a antigues terres conreades, i d'altres són els prats naturals d'alta muntanya. Gairebé la meitat de la comarca (45%) és ocupada per boscos.
La ramaderia ovina ha estat tradicionalment la més important, i era motiu d'importants transhumàncies entre els prats d'alta muntanya i les planes de l'interior de Catalunya. Però els ramats d'ovelles s'han reduït molt, com també els equins. Actualment predomina la ramaderia bovina per a llet. Però l'escassa superfície dedicada als farratges no permet augmentar gaire el nombre dels caps. Actualment hi ha uns 45.000 caps d'ovins i 8.630 de bovins.

### Indústria
La indústria hi és ben escassa, però anys enrere tingueren cert relleu la producció de ferro i la manufactura tèxtil.
El mineral s'extreia de les diverses mines que hi havia a la comarca, la força motriu s'obtenia del corrent d'aigua dels rius cabalosos i l'energia calorífica dels troncs tallats als boscos. La màxima esplendor de les fargues fou al llarg dels segles xvii i XVIII. Però a mitjan segle xix entrà en plena crisi, perquè no podia competir amb els nous alts forns.
La indústria tèxtil, actualment desapareguda, ha tingut sempre un caràcter casolà, o organitzada en petites empreses, i se centrava sobretot en l'elaboració de les primeres matèries obtingudes a la mateixa comarca, com la llana, el lli, i el cànem.
Altres activitats industrials són les relacionades amb la fusta. Hi hagué diverses serradores en diversos llocs de la comarca, ara gairebé totes aturades. Els troncs han estat durant molt de temps transportats aprofitant la força del corrent dels rius, fins a Lleida i Tortosa. Els troncs són lligats en grans tramades, o rais. Sobre els rais es transportaven d'altres productes, com ferro i sal. Ara hi ha una important serradora a la vall de Cardós.

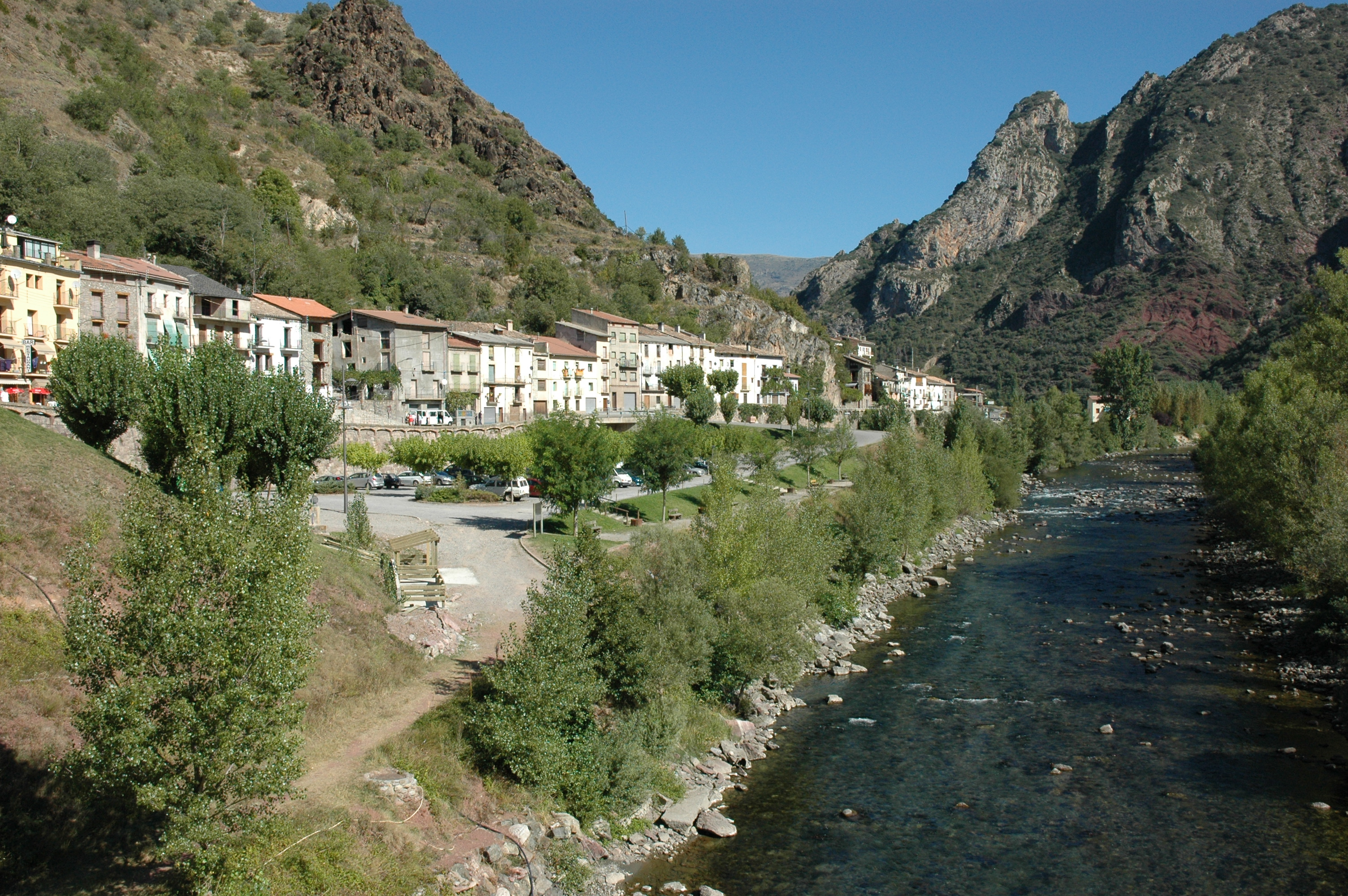
Vora dreta de la Noguera Pallaresa amb el poblet de Gerri de la Sal

La sal era obtinguda a les salines de Gerri de la Sal on aprofitaven les aigües molt carregades de sal que brollen d'una font situada al nord d'aquest poble. L'aigua és conduïda fins a les basses o eres d'evaporació, que hi ha al llarg d'un pla al marge dret de la Noguera Pallaresa. Les riuades del novembre de 1982 van malmetre molt aquestes instal·lacions.
Important per l'economia de la comarca va ser la cooperativa lletera de Sort, creada el 1932. Aquesta cooperativa, com va succeir a l'Alt Urgell i al Pallars Jussà, va modificar l'economia i el sistema d'explotació agrícola i ramader de la comarca. A partir d'aquell moment es tendí cap a una ramaderia bovina per a la producció de llet, i l'agricultura s'orientà a la producció de farratges.

### Hidroelèctriques
La producció hidroelèctrica és molt escampada per la meitat nord de la comarca. A començament de segle s'establiren diferents centrals hidroelèctriques, totes de dimensions reduïdes. Les grans obres es realitzaren a partir de la dècada de 1950, amb la creació de les centrals d'Espot, Lladres i Sant Maurici a la vall del riu Escrita, les centrals de la Torrassa i d'Esterri d'Àneu a la Noguera Pallaresa, i les centrals de Llavorsí i el Complex hidroelèctric de l'alta vall de Cardós

### Serveis i comunicacions
El turisme és la base econòmica de la comarca, i la que ofereix el futur més esperançador. El paisatge és un recurs cada vegada més apreciat en l'actual societat urbana i industrial. El Pallars Sobirà disposa d'indrets de gran interès paisatgístic, al qual va unit l'esportiu, en especial l'esquí. Una part important del Parc Nacional d'Aigüestortes i Estany de Sant Maurici és dins del Pallars Sobirà, a la vall d'Espot. Però la riquesa natural no s'acaba en aquest sector. Gairebé es podria dir que tota la comarca té un elevat interès natural i paisatgístic. Aquest és el recurs principal de què disposen actualment els habitants del Pallars Sobirà, i cal que l'explotin i aprofitin de manera ordenada, de cara a no malmetre'l.
En els darrers anys els esports d'aigües braves han donat un nou impuls a la comarca, gent d'arreu ve a practicar esports a la Noguera Pallaresa, considerat un dels millors rius per a la pràctica d'esports d'aventura, com són el caiac, el ràfting o l'hidrotrineu, entre d'altres.
La xarxa viària és fonamental per a facilitar l'accés dels visitants. Fins al 1935 no es completà la xarxa viària bàsica que travessa tota la comarca, seguint el fons de la vall de la Noguera Pallaresa, fins al port de la Bonaigua, i cap a la Vall d'Aran. D'aleshores ençà, la carretera no ha millorat com els seus habitants desitgen, malgrat els projectes, d'arranjar-la ben aviat.
D'altres carreteres són les que comuniquen el Pallars Sobirà amb l'Alt Urgell, de gran importància per e les comunicacions entre les dues comarques. Cal tenir present que una part de la llet produïda al Pallars Sobirà és transportada a la Seu d'Urgell.

## Història
El poblament prehistòric i antic del Pallars Sobirà és molt mal conegut. A la banda meridional hi ha testimonis de megàlits (Montcortès) i alguna cova amb materials de les edats del bronze i del ferro (Peramea), que lliguen amb el panorama contemporani del Pallars Jussà. No hi ha, fins ara, testimonis arqueològics suficients sobre el poblament del primer mil·lenni, ni de l'època romana, però la toponímia amb una quantitat de topònims d'origen basc, i gairebé cap d'origen romà, demostra que la romanització fou gairebé inexistent o molt superficial.
Després de la invasió musulmana de la península ibèrica, el territori fou sotmès a poca cosa més que al pagament de tributs o impostos territorials.
Després de la conquesta i el domini dels comtes de Tolosa, s'inicià el Comtat de Pallars Sobirà, que seria el més longeva de tots els comtats catalans i que s'acabaria l'any 1487 amb la caiguda del castell de València d'Àneu i la fi del domini d'Hug Roger III.
La crisi general de l'ordre feudal té la seva continuïtat en l'edat moderna i en la transformació del comtat pallarès en un marquesat en mans de la casa dels Cardona. Aquest marquesat coexistia amb diversos senyories, però tots plegats formaven part d'una estructura superior reial, que serà la sotsvegueria de Pallars i que al segle xviii es convertirà en el corregiment de Talarn.
Des de finals del segle xviii fins al 1870 la població creix fins a arribar al seu sostre demogràfic de 20.348 habitants l'any 1860. A partir del 1870 i fins al 1910 hi ha una crisi de l'economia de subsistència que hi havia hagut fins aquell moment i comença una davallada demogràfica i econòmica a causa de la desamortització civil de Madoz, la mala climatologia i l'arribada de la fil·loxera, entre d'altres.
Des del 1910 fins al 1960, i a causa de la implantació de les hidroelèctriques, s'inicia un procés de modernització de la societat tradicional, truncada per la guerra civil i la postguerra. Des del 1960 fins al 1980 la comarca pateix una segona crisi provocada per la mecanització del camp i la industrialització de les ciutats, que duran el Pallars a una nova davallada demogràfica fins al punt de quedar-se sense la meitat de la població (5.247 habitants).

## Municipis

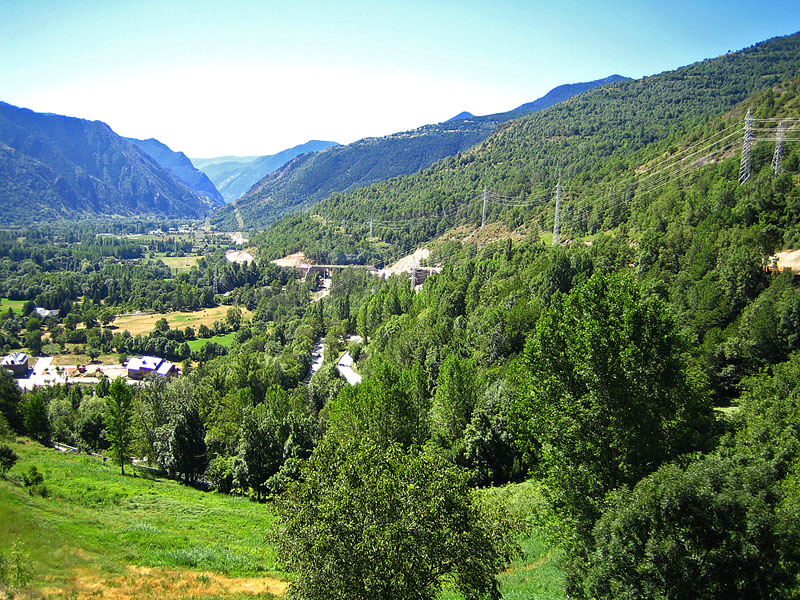
Vista de la vall d'Àneu des de València d'Àneu

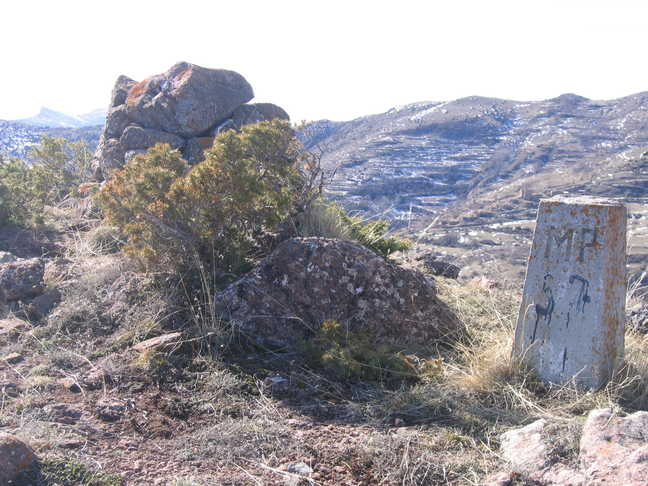
Limit des de Soriguera i Baix Pallars

| Municipi             | Habitants |
| -------------------- | --------- |
| Alins                | 276       |
| Alt Àneu             | 405       |
| Baix Pallars         | 335       |
| Espot                | 364       |
| Esterri d'Àneu       | 772       |
| Esterri de Cardós    | 70        |
| Farrera              | 116       |
| Guingueta d'Àneu, la | 297       |
| Lladorre             | 230       |
| Llavorsí             | 352       |
| Rialp                | 661       |
| Soriguera            | 410       |
| Sort                 | 2.149     |
| Tírvia               | 131       |
| Vall de Cardós       | 364       |
| Font: Idescat        |           |

### Història contemporània: evolució de la distribució municipal

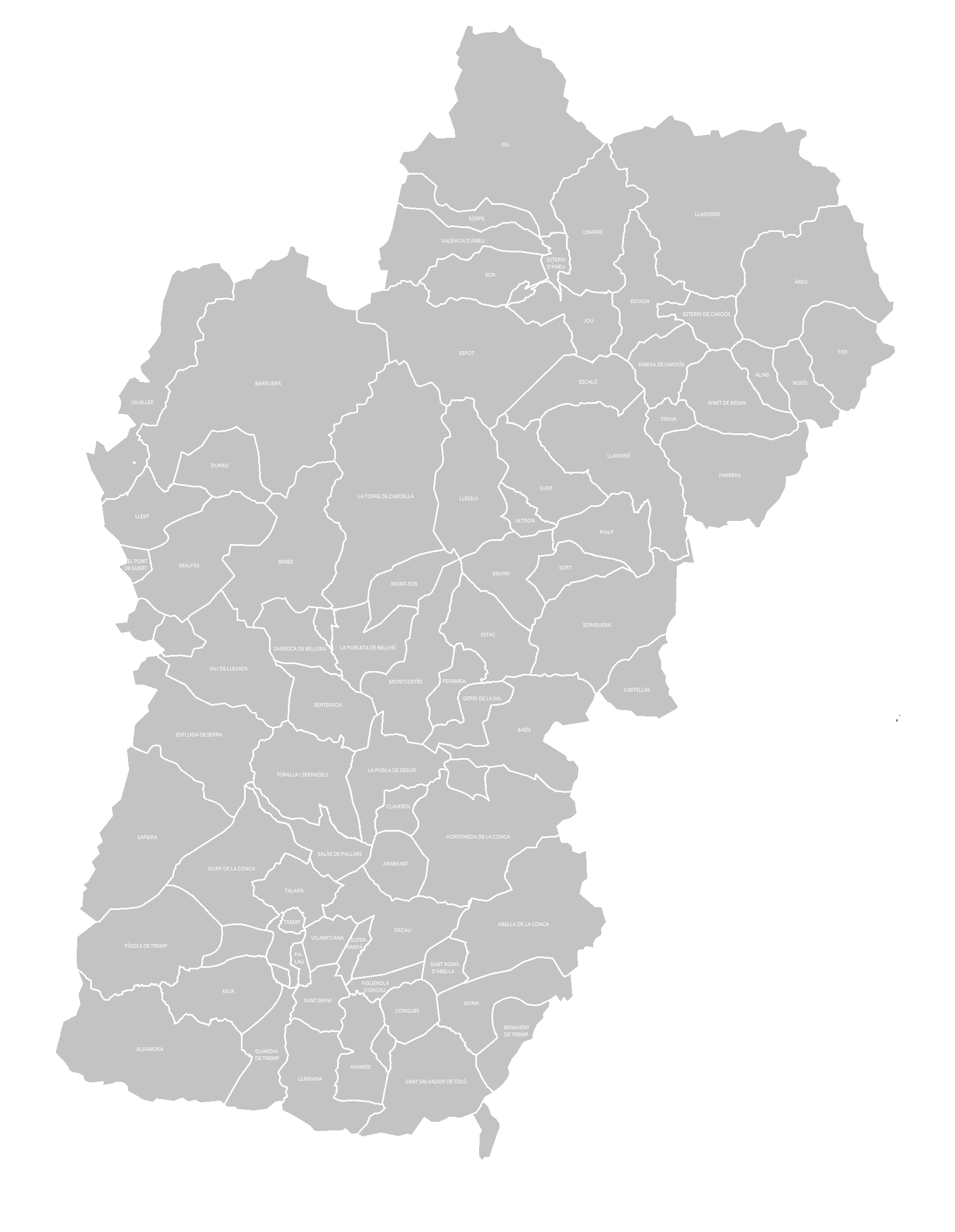
Aspecte que presentaven a nivell municipal el Pallars i la Ribagorça entre 1842 i 1965.

Prenent com a punt de partida la creació dels ajuntaments moderns amb la promulgació de la Constitució de Cadis del 1812, a tot Catalunya ha esdevingut el mateix que al Pallars Sobirà: en un primer moment es va crear un munt d'ajuntaments (97, al Pallars Sobirà), que van quedar bastant reduïts en el moment que, el 1845 es promulga una llei municipal que fixa el límit mínim de veïns que ha de tenir un municipi: 30 (cal dir que en aquell moment, veí volia dir cap de casa). Aquesta llei s'aplicà el febrer del 1847, i dels 97 ajuntaments del període 1812-1847, es passà a 34 (un dels quals després passaria a integrar-se en la comarca de l'Alt Urgell).
Entre 1969 i 1973 es produí una nova reducció dels municipis pallaresos, amb una modificació, ja esmentada, que afectà també la comarca veïna de l'Alt Urgell. De ajuntaments es passà als 15 actuals, amb la particularitat que l'antic municipi pallarès de Castellàs, fou incorporat al nou municipi alt-urgellenc de les Valls d'Aguilar.
Aquesta reducció ve donada per la suma de dos factors: per un cantó, la simplificació administrativa que s'ha anat aplicant a mesura que avançava el temps, però per l'altre, el més determinant: el fort procés de despoblament que ha sofert la comarca, sobretot a les zones més muntanyoses.
| Creats el 1812          | Agregats el febrer del 1847 a: | Agregats durant el primer terç del segle xx | Agregats entre 1965 i 1973 a:    |
| ----------------------- | ------------------------------ | ------------------------------------------- | -------------------------------- |
| Ainet de Besan          | Ainet de Besan                 | Alins                                       | Alins                            |
| Alins                   | Alins                          | Alins                                       | Alins                            |
| Àreu                    | Àreu                           | Alins                                       | Alins                            |
| Norís                   | Norís                          | Alins                                       | Alins                            |
| Tor                     | Tor                            | Alins                                       | Alins                            |
| Alós d'Isil             | Isil                           | Isil                                        | Alt Àneu                         |
| Àrreu                   | Isil                           | Isil                                        | Alt Àneu                         |
| Isil                    | Isil                           | Isil                                        | Alt Àneu                         |
| Son                     | Son                            | Son del Pino                                | Alt Àneu                         |
| Borén                   | Sorpe                          | Sorpe                                       | Alt Àneu                         |
| Isavarre                | Sorpe                          | Sorpe                                       | Alt Àneu                         |
| Sorpe                   | Sorpe                          | Sorpe                                       | Alt Àneu                         |
| València d'Àneu         | València d'Àneu                | València d'Àneu                             | Alt Àneu                         |
| Baén                    | Baén                           | Baén                                        | Baix Pallars                     |
| Buseu                   | Baén                           | Baén                                        | Baix Pallars                     |
| Solduga i Espluga       | Baén                           | Baén                                        | Baix Pallars                     |
| Useu                    | Baén                           | Baén                                        | Baix Pallars                     |
| Bresca                  | Gerri de la Sal                | Gerri de la Sal                             | Baix Pallars                     |
| Enseu                   | Gerri de la Sal                | Gerri de la Sal                             | Baix Pallars                     |
| Gerri de la Sal         | Gerri de la Sal                | Gerri de la Sal                             | Baix Pallars                     |
| Ancs                    | Montcortès de Pallars          | Montcortès de Pallars                       | Baix Pallars                     |
| Montcortès              | Montcortès de Pallars          | Montcortès de Pallars                       | Baix Pallars                     |
| Sellui                  | Montcortès de Pallars          | Montcortès de Pallars                       | Baix Pallars                     |
| Balestui                | Peramea                        | Peramea                                     | Baix Pallars                     |
| Castellnou de Peramea   | Peramea                        | Peramea                                     | Baix Pallars                     |
| Cortscastell            | Peramea                        | Peramea                                     | Baix Pallars                     |
| Peramea                 | Peramea                        | Peramea                                     | Baix Pallars                     |
| Pujol                   | Peramea                        | Peramea                                     | Baix Pallars                     |
| Espot                   | Espot                          | Espot                                       | Espot                            |
| Estaís                  | Espot                          | Espot                                       | Espot                            |
| Esterri d'Àneu          | Esterri d'Àneu                 | Esterri d'Àneu                              | Esterri d'Àneu                   |
| Arrós                   | Esterri de Cardós              | Esterri de Cardós                           | Esterri de Cardós                |
| Esterri de Cardós       | Esterri de Cardós              | Esterri de Cardós                           | Esterri de Cardós                |
| Ginestarre              | Esterri de Cardós              | Esterri de Cardós                           | Esterri de Cardós                |
| Burg                    | Farrera                        | Farrera                                     | Farrera                          |
| Farrera                 | Farrera                        | Farrera                                     | Farrera                          |
| Montesclado             | Farrera                        | Farrera                                     | Farrera                          |
| Escaló                  | Escaló                         | Escaló                                      | La Guingueta d'Àneu              |
| Escart                  | Escaló                         | Escaló                                      | La Guingueta d'Àneu              |
| Estaron                 | Escaló                         | Escaló                                      | La Guingueta d'Àneu              |
| Estaron                 | Escaló                         | Escaló                                      | La Guingueta d'Àneu              |
| Berrós Jussà            | Jou                            | Jou                                         | La Guingueta d'Àneu              |
| Berrós Sobirà           | Jou                            | Jou                                         | La Guingueta d'Àneu              |
| Dorve                   | Jou                            | Jou                                         | La Guingueta d'Àneu              |
| Jou                     | Jou                            | Jou                                         | La Guingueta d'Àneu              |
| Burgo                   | Unarre                         | Unarre                                      | La Guingueta d'Àneu              |
| Cerbi                   | Unarre                         | Unarre                                      | La Guingueta d'Àneu              |
| Escalarre               | Unarre                         | Unarre                                      | La Guingueta d'Àneu              |
| Gavàs                   | Unarre                         | Unarre                                      | La Guingueta d'Àneu              |
| Llavorre                | Unarre                         | Unarre                                      | La Guingueta d'Àneu              |
| Unarre                  | Unarre                         | Unarre                                      | La Guingueta d'Àneu              |
| Lladorre                | Tavascan                       | Lladorre                                    | Lladorre                         |
| Tavascan                | Tavascan                       | Lladorre                                    | Lladorre                         |
| Aidí                    | Llavorsí                       | Llavorsí                                    | Llavorsí                         |
| Arestui                 | Llavorsí                       | Llavorsí                                    | Llavorsí                         |
| Llavorsí                | Llavorsí                       | Llavorsí                                    | Llavorsí                         |
| Montenartró             | Llavorsí                       | Llavorsí                                    | Llavorsí                         |
| Romadriu                | Llavorsí                       | Llavorsí                                    | Llavorsí                         |
| Sant Romà de Tavèrnoles | Llavorsí                       | Llavorsí                                    | Llavorsí                         |
| Rialp                   | Rialp                          | Rialp                                       | Rialp                            |
| Roní                    | Rialp                          | Rialp                                       | Rialp                            |
| Surp                    | Surp                           | Surp                                        | Rialp                            |
| Escàs                   | Surp                           | Surp                                        | Rialp                            |
| Arcalís                 | Estac                          | Estac                                       | Soriguera                        |
| Escós                   | Estac                          | Estac                                       | Soriguera                        |
| Estac                   | Estac                          | Estac                                       | Soriguera                        |
| Mencui                  | Estac                          | Estac                                       | Soriguera                        |
| Freixa                  | Soriguera                      | Soriguera                                   | Soriguera                        |
| Llagunes                | Soriguera                      | Soriguera                                   | Soriguera                        |
| Malmercat               | Soriguera                      | Soriguera                                   | Soriguera                        |
| Puiforniu               | Soriguera                      | Soriguera                                   | Soriguera                        |
| Rubió                   | Soriguera                      | Soriguera                                   | Soriguera                        |
| Soriguera               | Soriguera                      | Soriguera                                   | Soriguera                        |
| Tornafort               | Soriguera                      | Soriguera                                   | Soriguera                        |
| Vilamur                 | Soriguera                      | Soriguera                                   | Soriguera                        |
| Altron                  | Altron                         | Altron                                      | Sort                             |
| Bernui                  | Altron                         | Altron                                      | Sort                             |
| Bernui de la Baronia    | Altron                         | Altron                                      | Sort                             |
| Sorre                   | Altron                         | Altron                                      | Sort                             |
| Castellviny             | Enviny                         | Enviny                                      | Sort                             |
| Enviny                  | Enviny                         | Enviny                                      | Sort                             |
| Llarvent                | Enviny                         | Enviny                                      | Sort                             |
| Montardit               | Enviny                         | Enviny                                      | Sort                             |
| Olp                     | Enviny                         | Enviny                                      | Sort                             |
| Pujalt                  | Enviny                         | Enviny                                      | Sort                             |
| Llessui                 | Llessui                        | Llessui                                     | Sort                             |
| Saurí                   | Llessui                        | Llessui                                     | Sort                             |
| La Bastida              | Sort                           | Sort                                        | Sort                             |
| Sort                    | Sort                           | Sort                                        | Sort                             |
| Tírvia                  | Tírvia                         | Tírvia                                      | Tírvia                           |
| Ainet de Cardós         | Estaon                         | Estaon                                      | Vall de Cardós                   |
| Anàs                    | Estaon                         | Estaon                                      | Vall de Cardós                   |
| Bonestarre              | Estaon                         | Estaon                                      | Vall de Cardós                   |
| Estaon                  | Estaon                         | Estaon                                      | Vall de Cardós                   |
| Lladrós                 | Estaon                         | Estaon                                      | Vall de Cardós                   |
| Cassibrós               | Ribera de Cardós               | Ribera de Cardós                            | Vall de Cardós                   |
| Ribera de Cardós        | Ribera de Cardós               | Ribera de Cardós                            | Vall de Cardós                   |
| Surri                   | Ribera de Cardós               | Ribera de Cardós                            | Vall de Cardós                   |
| Castellàs               | Castellàs                      | Castellàs                                   | Les Valls d'Aguilar (Alt Urgell) |

### Codis postals
| Municipi            | Codi(s) postal(s)   |
| ------------------- | ------------------- |
| Sort                | 25560, 25567, 25568 |
| Soriguera           | 25566, 25569 25593  |
| Vall de Cardós      | 25570, 25572        |
| Esterri de Cardós   | 25571               |
| Alins               | 25573, 25574, 25575 |
| Lladorre            | 25576, 25577        |
| Esterri d'Àneu      | 25580               |
| Alt Àneu            | 25586, 25587, 25589 |
| La Guingueta d'Àneu | 25588, 25596, 25597 |
| Baix Pallars        | 25590, 25591, 25592 |
| Rialp               | 25594               |
| Farrera             | 25595               |
| Llavorsí            | 25595               |
| Tírvia              | 25595               |
| Espot               | 25597               |

## Política i govern

### Consell Comarcal del Pallars Sobirà
Té la seva seu al camí de la Cabanera, 2, de la ciutat de Sort.

#### Darrera elecció
| Partit       | Partit                            | Vots  | %     | Escons | +/– |  |
| ------------ | --------------------------------- | ----- | ----- | ------ | --- |  |
|              | Esquerra Republicana de Catalunya | 1.703 | 39,34 | 9      | 5   |  |
|              | Junts per Catalunya               | 1.386 | 32,02 | 8      | 2   |  |
|              | Som Poble                         | 474   | 10,95 | 2      | Nou |  |
|              |                                   |       |       |        |     |  |
|              | Candidatura de Progrés            | 168   | 3,88  | 0      | 1   |  |
|              | Impuls Alt Àneu                   | 124   | 2,86  | 0      | Nou |  |
|              | SOM-HI                            | 115   | 2,66  | 0      | Nou |  |
|              | Assemblea Popular de Soriguera    | 95    | 2,19  | 0      | Nou |  |
|              | Endavant Vallferrera              | 80    | 1,85  | 0      | Nou |  |
|              | Municipis Independents            | 34    | 0,79  | 0      | Nou |  |
|              | Partit Popular                    | 6     | 0,14  | 0      | =   |  |
| Total        | Total                             | 4.204 | 97,11 | 19     | =   |  |
|              |                                   |       |       |        |     |  |
| Vots vàlids  | Vots vàlids                       | 4.329 | 98,23 |        |     |  |
| Vots nuls    | Vots nuls                         | 78    | 1,77  |        |     |  |
| Participació | Participació                      | 4.407 | 81,51 |        |     |  |
| Cens         | Cens                              | n/a   |       |        |     |  |
| Font:        |                                   |       |       |        |     |  |

## Museus i centres de patrimoni
- Serradora d'Alós (a Alós d'Isil)
- Museu de la Fusta d'Àreu (Serradora d'Àreu)
- Casa del Parc Nacional, a Espot
- Ecomuseu de les Valls d'Àneu, a Esterri d'Àneu
- Quadra de Casa Carma, a Esterri d'Àneu
- L'Alfolí, a Gerri de la Sal
- Despoblat de Santa Creu, a Llagunes
- Ecomuseu dels Pastors de la Vall d'Àssua, a Llessui
- Era d'Ortega, a Peramea
- Museu de les Papallones de Catalunya, a Pujalt
- Arquitectura en Miniatura del Pirineu, a Ribera de Cardós
- Presó Museu El Camí de la Llibertat, a Sort
- Central Hidroelèctrica Subterrània de Tavascan[5]